# Waleri Alexejewitsch Kusnezow
Waleri Alexejewitsch Kusnezow (russisch Валерий Алексеевич Кузнецов; * 30. Märzjul. / 12. April 1906greg. in Nikolsk; † 4. August 1985 in Nowosibirsk) war ein sowjetischer Geologe.

## Leben
Kusnezow, Sohn eines Juristen, begann 1927 das Studium am Sibirischen Technologischen Institut (STI, später Tomsker Polytechnisches Institut (TPI)) in Tomsk. Nach der Reorganisation der sibirischen Hochschulen schloss Kusnezow das Studium 1932 am Tomsker Sibirischen Institut für Geologische Prospektion ab. 1931 hatte er als Leiter einer Prospektionsgruppe an der Entdeckung der ersten Eisenerz-Lagerstätte im Altai teilgenommen.
Nach dem Studium arbeitete Kusnezow in dem Westsibirischen Prospektionstrust Sojusredmetraswedka und in der Westsibirischen Geologie-Verwaltung. Er erforschte die Aktowrak-Asbest-Lagerstätte in Tuwa und war an der Entdeckung der Quecksilbererz-Lagerstätten im Altai und im Kusnezker Alatau beteiligt. Er suchte nach Molybdänerz-Lagerstätten. Während des Deutsch-Sowjetischen Kriegs leitete er in der Westsibirischen Geologie-Verwaltung die Arbeiten zur Erstellung einer geologischen Karte als Grundlage für die Suche nach dringend benötigten Bodenschätzen.
1945 arbeitete Kusnezow wissenschaftlich im Bergbau-Geologie-Institut der Westsibirischen Filiale der Akademie der Wissenschaften der UdSSR (AN-SSSR, seit 1991 Russische Akademie der Wissenschaften (RAN)). 1954 verteidigte er seine Doktor-Dissertation für die Promotion zum Doktor der geologisch-mineralogischen Wissenschaften. 1958 wurde er zum Korrespondierenden Mitglied der AN-SSSR gewählt und organisierte mit anderen das Institut für Geologie und Geophysik der Sibirischen Abteilung (SO) der AN-SSSR in Nowosibirsk, in dem er dann arbeitete.
1969 wurde Kusnezow ständiger Vorsitzender des Wissenschaftlichen Rats für Probleme der Lagerstättenentstehung und Metallogenese Sibiriens der SO der AN-SSSR. 1970 wurde er zum Vollmitglied der AN-SSSR gewählt. 1973 identifizierte er den transkontinentalen Zentralasiatischen Tienschan-Südsibirien-Quecksilbergürtel und beschrieb ihn detailliert entsprechend den bis dahin bekannten Pazifik- und Mittelmeerraum-Gürteln. Er berichtete darüber auf dem I. Internationalen Quecksilber-Kongress 1974 in Barcelona. 1980 wurde er Leiter der Erz-Abteilung und 1984 Vizedirektor des Instituts für Geologie und Geophysik der SO der AN-SSSR.
Der Geologe Juri Alexejewitsch Kusnezow war der älteste Bruder Kusnezows.
Die SO der RAN stiftete den J.-A.-und-W.-A.-Kusnezow-Gedächtnispreis für junge Wissenschaftler.
Nach Kusnezow ist das Mineral Kuznetsovit benannt.

## Ehrungen, Preise
- 1. Preisträger des Obrutschew-Preises der AN-SSSR (1946)
- Orden des Roten Banners der Arbeit (zweimal)
- Orden der Oktoberrevolution
- Ehrenzeichen der Sowjetunion
- Staatspreis der UdSSR (1983)[4]
- Verdienter Wissenschaftler der Tuwinischen Autonomen Sozialistischen Sowjetrepublik